# Christine Albeck Børge
Christine Albeck Børge (født 12. august 1974) er en dansk skuespiller uddannet fra Skuespillerskolen ved Odense Teater i 2000.
Hun er gift med skuespilleren Lars Ranthe, med hvem hun har to døtre, og storesøster til komponisten og skuespilleren Jeanett Albeck.

## Filmografi

### Film
| År   | Titel             | Rolle | Noter |
| ---- | ----------------- | ----- | ----- |
| 2003 | Manden bag døren  |       |       |
| 2006 | Grønne hjerter    |       |       |
| 2019 | Selvmordsturisten |       |       |

### Tv-serier
| År        | Titel            | Rolle | Noter                                                      |
| --------- | ---------------- | ----- | ---------------------------------------------------------- |
| 2002-2003 | Nikolaj og Julie |       |                                                            |
| 2006-2007 | Anna Pihl        |       |                                                            |
| 2020      | Ulven kommer     |       | Vandt en Robert for Årets kvindelige birolle i en tv-serie |